# Черёмухово (Тульская область)
Черёмухово — село в Кимовском районе Тульской области России.
В рамках административно-территориального устройства является центром Александровского сельского округа Кимовского района, в рамках организации местного самоуправления входит в сельское поселение Епифанское.

## География
Расположено в 26 км к юго-востоку от железнодорожной станции города Кимовск.

## Население
| 2002 | 2010 |
| ---- | ---- |
| 210  | ↘206 |

Население — 206 чел. (2010). 